# Incilius peripatetes
Incilius peripatetes es una especie de anfibio de la familia Bufonidae.
Esta especie es endémica de Panamá, se encuentra entre 1500 y 1856 m de altitud en el Parque Internacional La Amistad y al sur del Cerro Bollo.
Se encuentra en peligro crítico de extinción por la pérdida de su hábitat natural.